# 瓶ヶ森

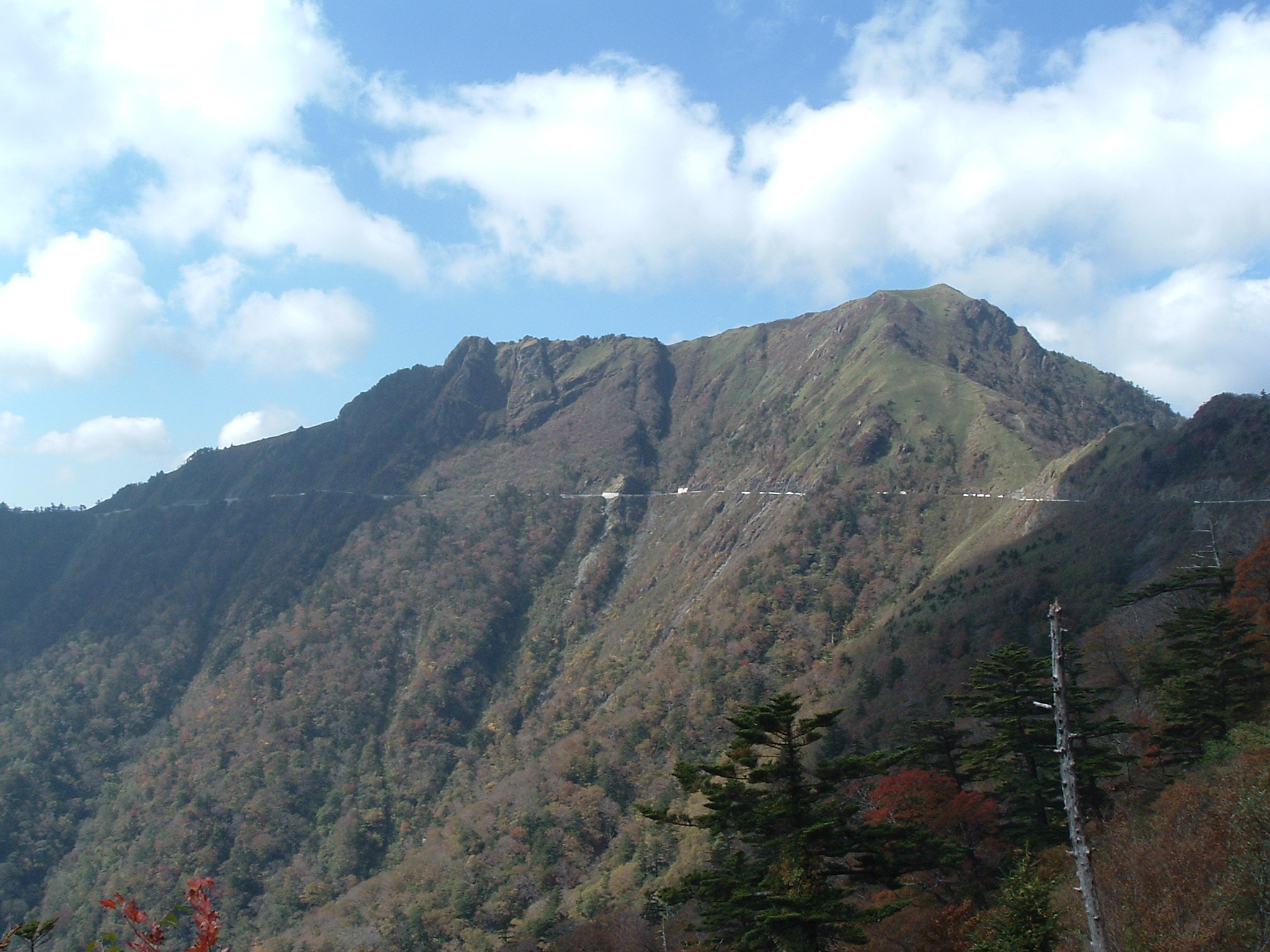
東側の瓶ヶ森林道から望む

瓶ヶ森（かめがもり）は、四国山地西部の石鎚山脈に属する山である。標高1,897 m。日本三百名山および四国百名山の一つに数えられる。愛媛県第三の高峰で、四国でも二ノ森に次いで5位、西日本でも八経ヶ岳に次いで7位となる。瓶ヶ森の名称は山頂西側の湧水のたまる瓶壺（かめつぼ）に由来する。

## 解説
最高峰は女山（めやま）とも呼ばれ、そこから南側になだらかな稜線をたどると男山（おやま）山頂がある。南東側に対峙する岩峰の子持権現山 (1,677 m) と共に古来より石土信仰の対象とされ、女山山頂には蔵王権現、男山山頂には石土古権現の祠が祀られる。瓶ヶ森を含む石鎚山脈一帯は石鎚国定公園に指定されている。愛媛県と高知県の県境からやや北側に外れた位置にある山頂には二等三角点「亀ケ森」(1,896.22 m) が設置されている。石鎚山、笹ヶ峰とともに伊予の三名山とされる。
山頂からは西側のウラジロモミおよびその白骨林の点在する氷見二千石原（ひみにせんごくばら）の向こうに石鎚山、北側に瀬戸内海、南側に幾重にも重なる四国山地の山々とその向こうに土佐湾を望むことができる。氷見二千石原は隆起準平原の残留物と見られる西側に傾斜した笹原の平坦地で、江戸時代に二千石の石高であった山麓の西条氷見のように広いことから名付けられた。
瓶ヶ森は吉野川の源流域にあたり、直下の瓶ヶ森林道沿いに吉野川源流の碑がある。

## 山岳信仰
斉明天皇の頃、山頂から北方向に下った中腹に聳える龍王山（標高840 m付近）に役小角が籠り修行をしていると阿弥陀三尊が出現、ついには石土蔵王大権現を感得した。その後、龍王山から約0.5 km下った平地に天河寺を創建した。天平9年（737年）行基によって山頂に石土山が開山され、天平勝宝5年（753年）には芳元によって熊野権現が勧請され、山頂にて「宮とこ」と称した。天河寺はその別当として登拝の拠点として隆盛した。天長5年（828年）には、今の石鎚山弥山にも当山から勧請された。しかし、室町末期に兵火により天河寺は廃塵と化し、その後再興されることはなかった。
現在は、愛媛県今治市大浜町に所在する石土宗総本山石中寺が男山山頂を石土山頂上としており、毎年7月1日から10日までを「石土山入峰大会」と称して信者たちが当山および子持権現山に登拝する行事を行い、その10日間は頂上直下にある山小屋に泊まり込んでいる。
最近まで男道と女道は別々になっており、男女は分かれてそれぞれの山に登拝していた。
- 西の川→名古瀬越谷→十郎あれ→常住（988m）→鳥越→釜床谷→瓶壺→男山（または、鳥越→子持権現山→男山）
- 西の川→東之川谷→東之川新道→台ヶ森→女山

## 登山ルート
瓶ヶ森林道沿いから登るのが最も気軽な登山となり、大駐車場 (1,670 m) から約40分で男山頂上、さらに稜線を約30分たどれば女山頂上へ至る。氷見二千石原の中の道を通ると約40分で直接女山へ至る。しかし、西条市の石鎚登山ロープウェイより数百メートル奥の西之川 (432 m) から鳥越岩を経るルートおよび東之川 (548 m) から幾島新道（2010年9月現在は廃道となり旧道を迂回する）を経て登るルートが本来の登山道である。また、東之川より北側の菖蒲峠を経由する登山道も、2010年9月現在は廃道となっている。瓶壺へは、瓶ヶ森林道駐車場から西之川の方向へ約1 kmである。
山頂の氷見二千石原にあった白石小屋は廃業となっている。

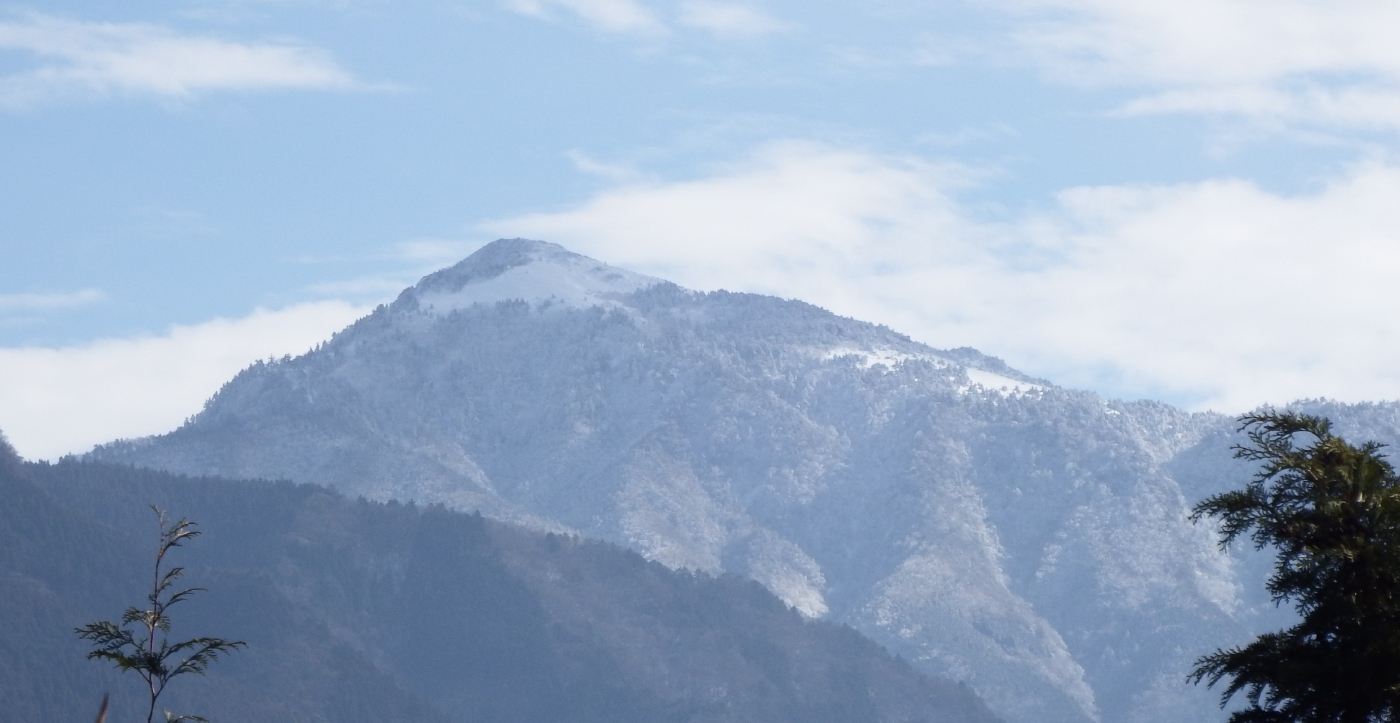
冬に北側から望む
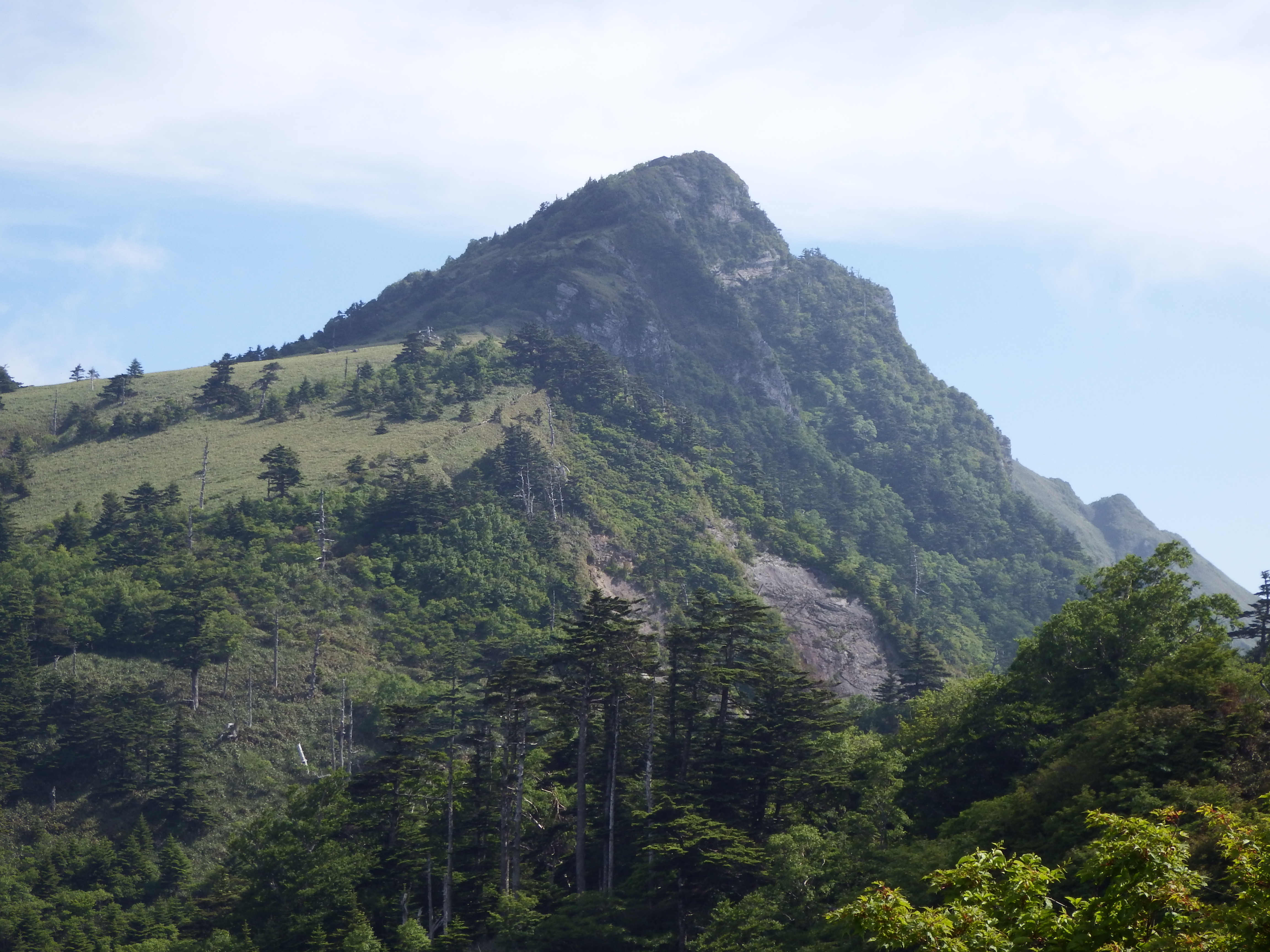
男山
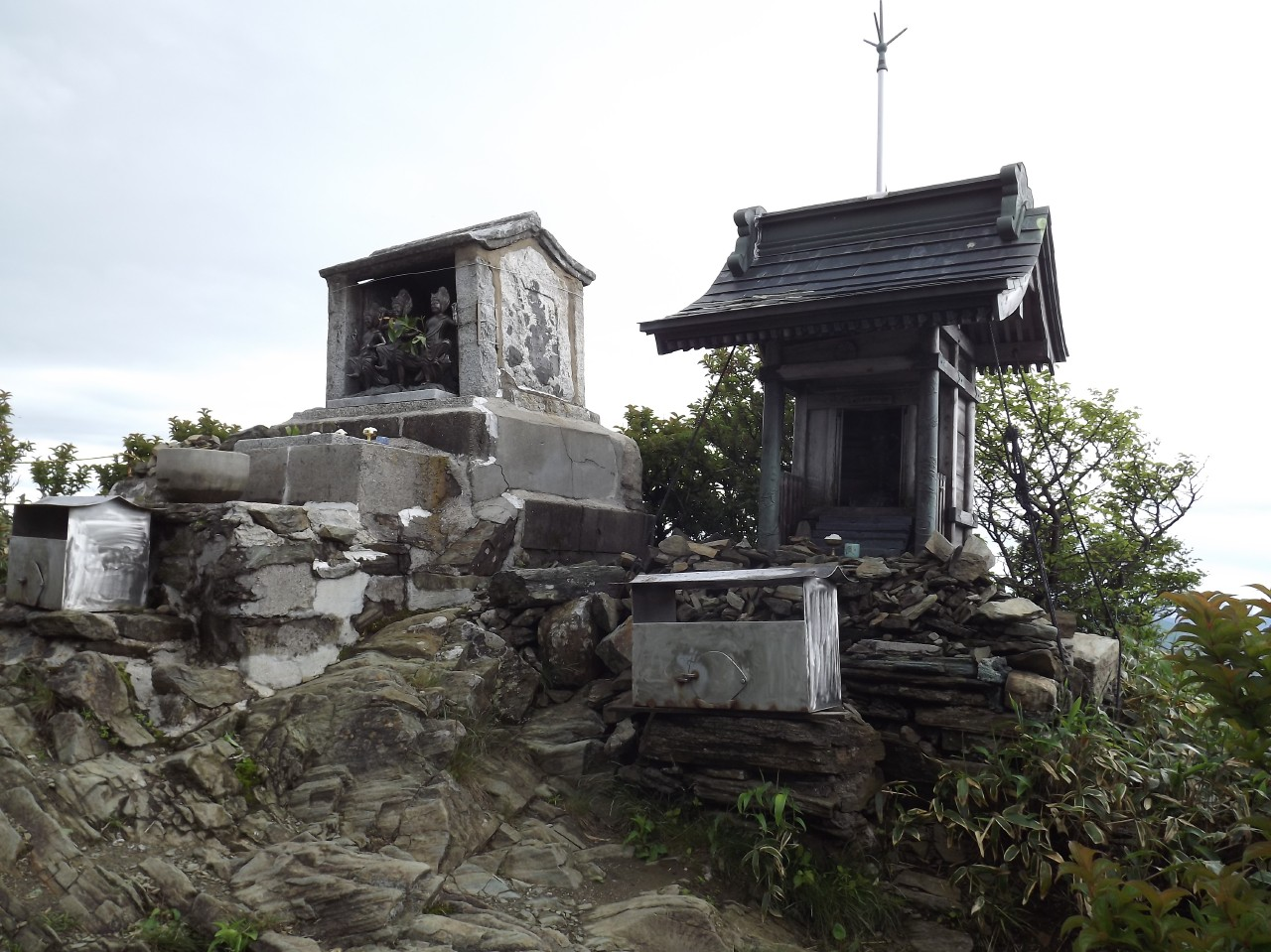
男山山頂の祠
女山山頂の祠
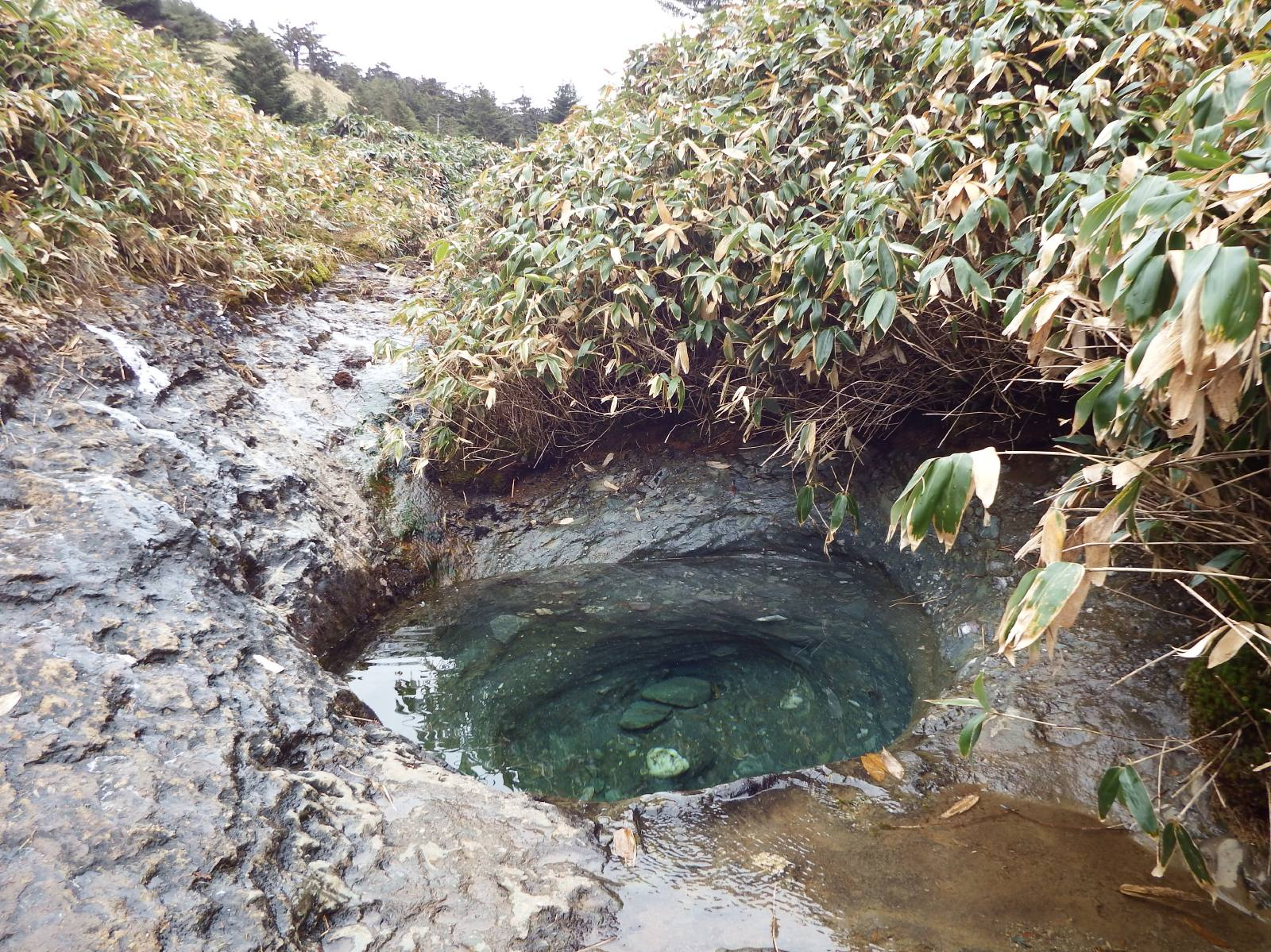
瓶壺
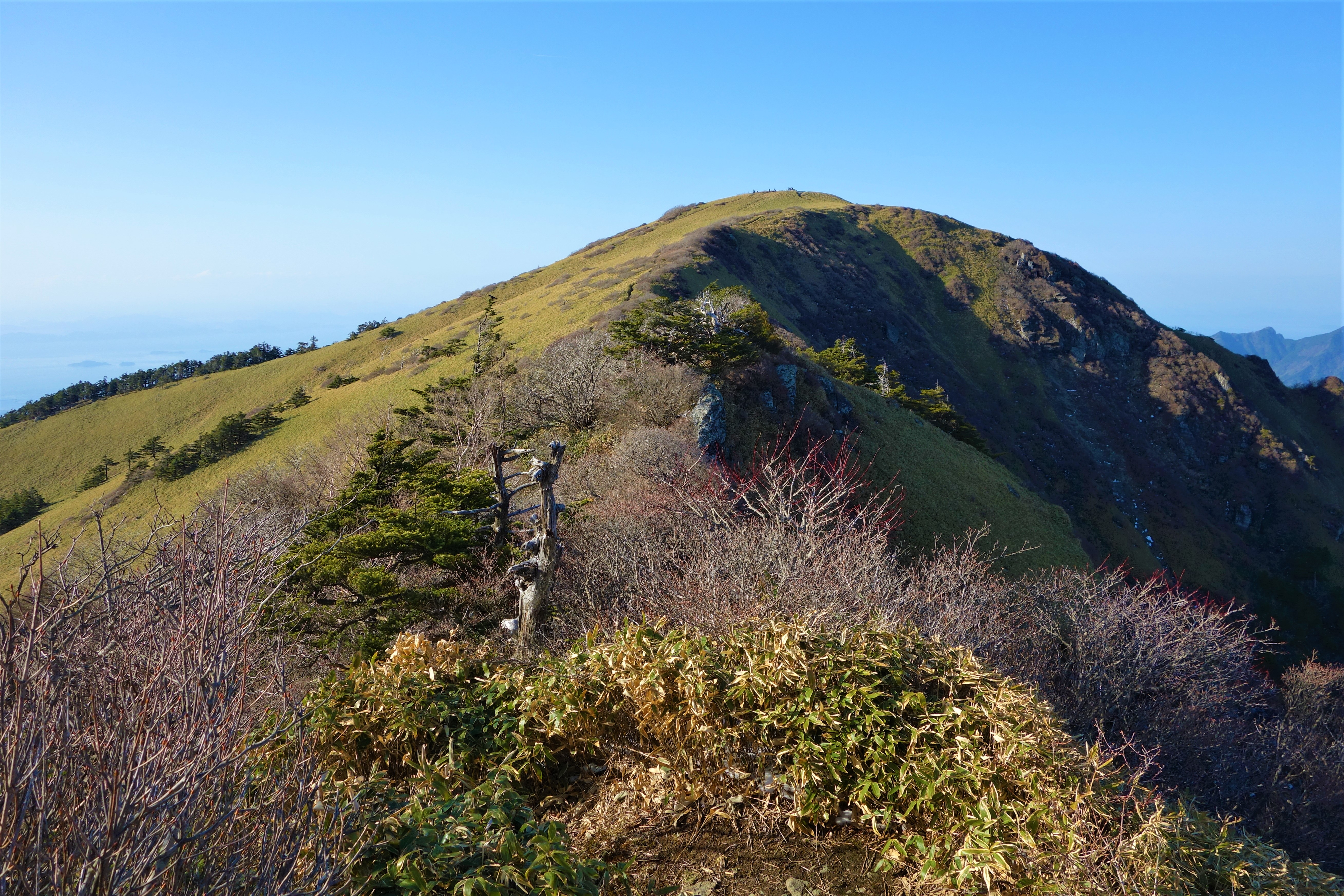
男山からの女山
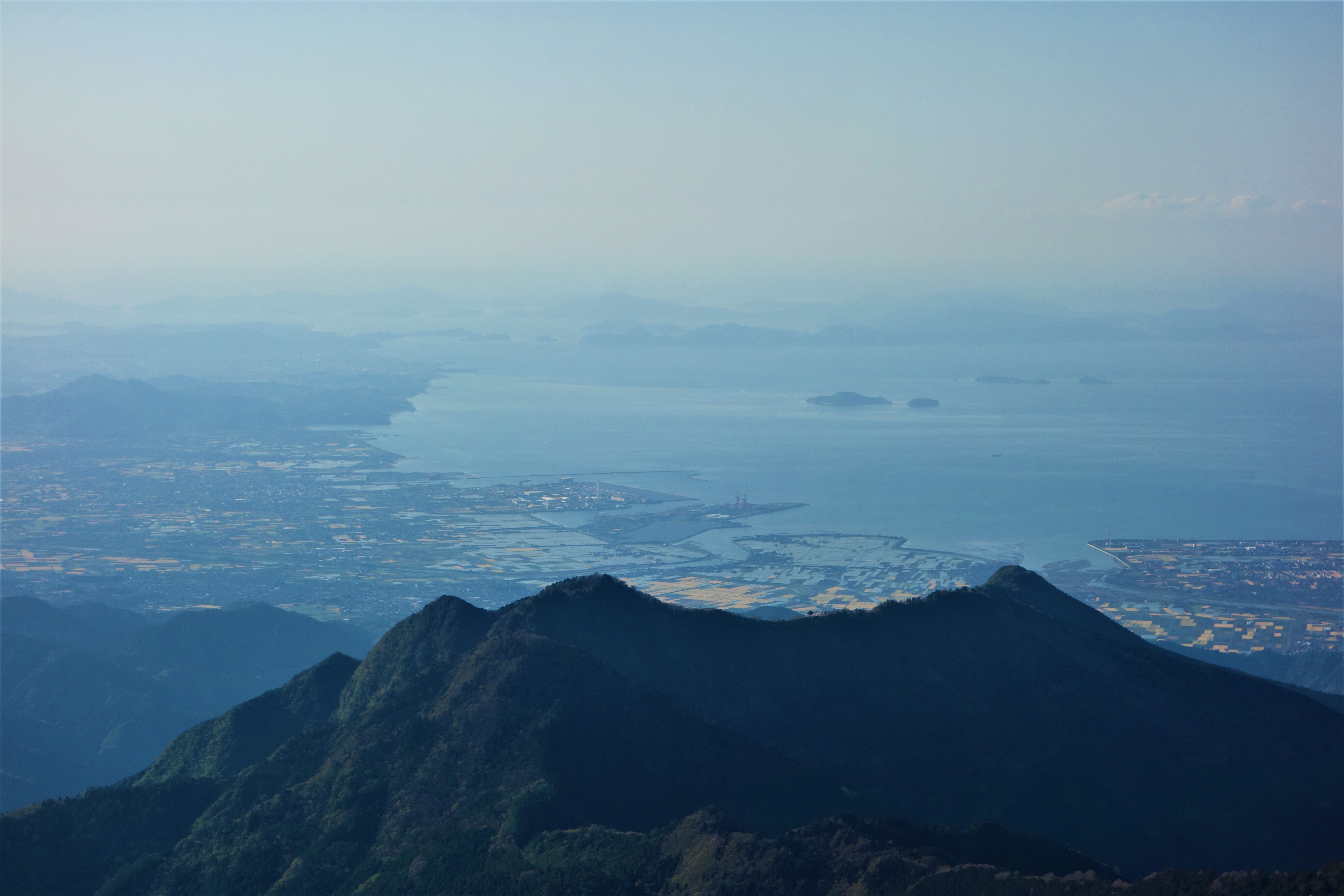
瓶ヶ森からの西条市
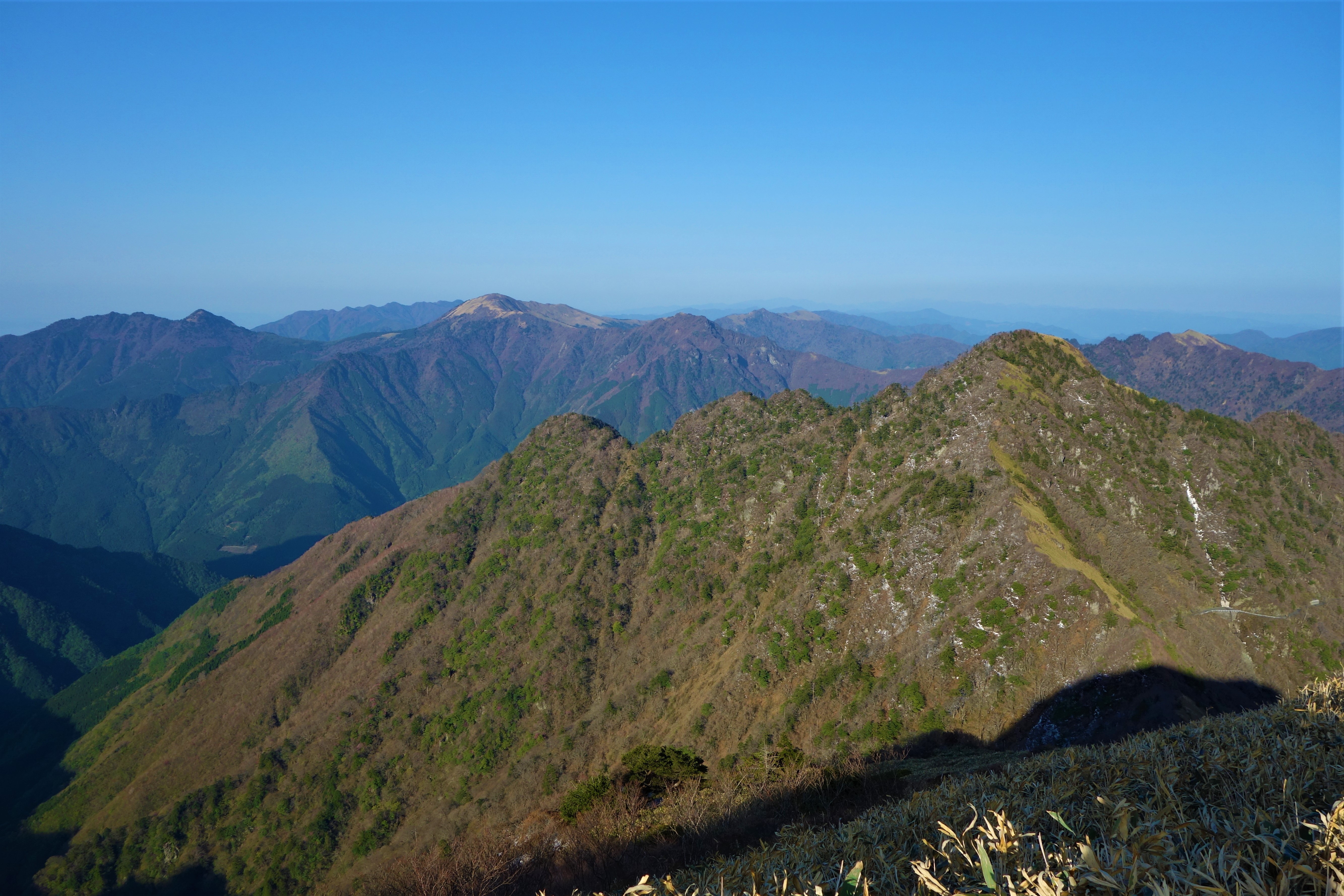
瓶ヶ森からの笹ヶ峰や伊予富士
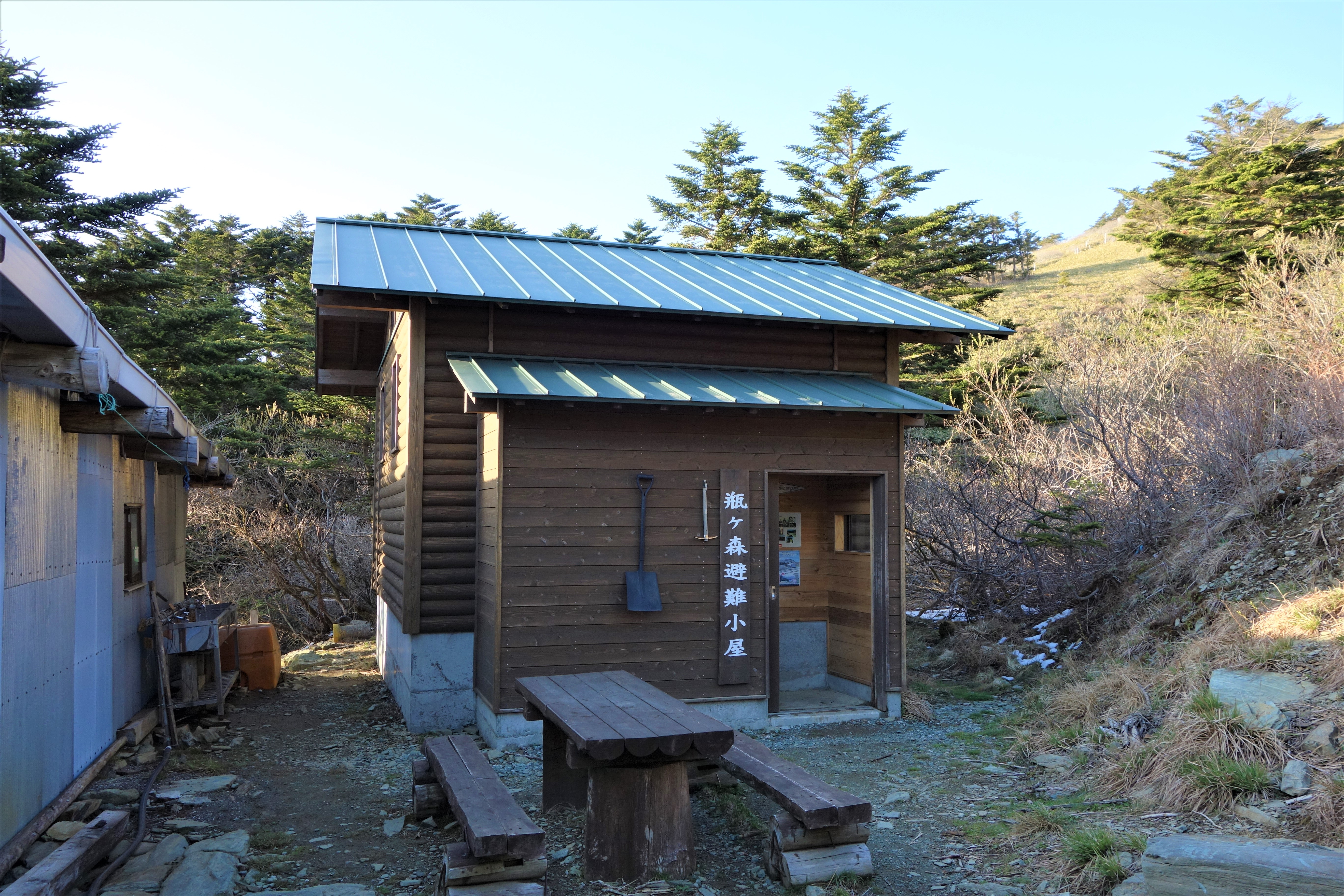
瓶ヶ森避難小屋
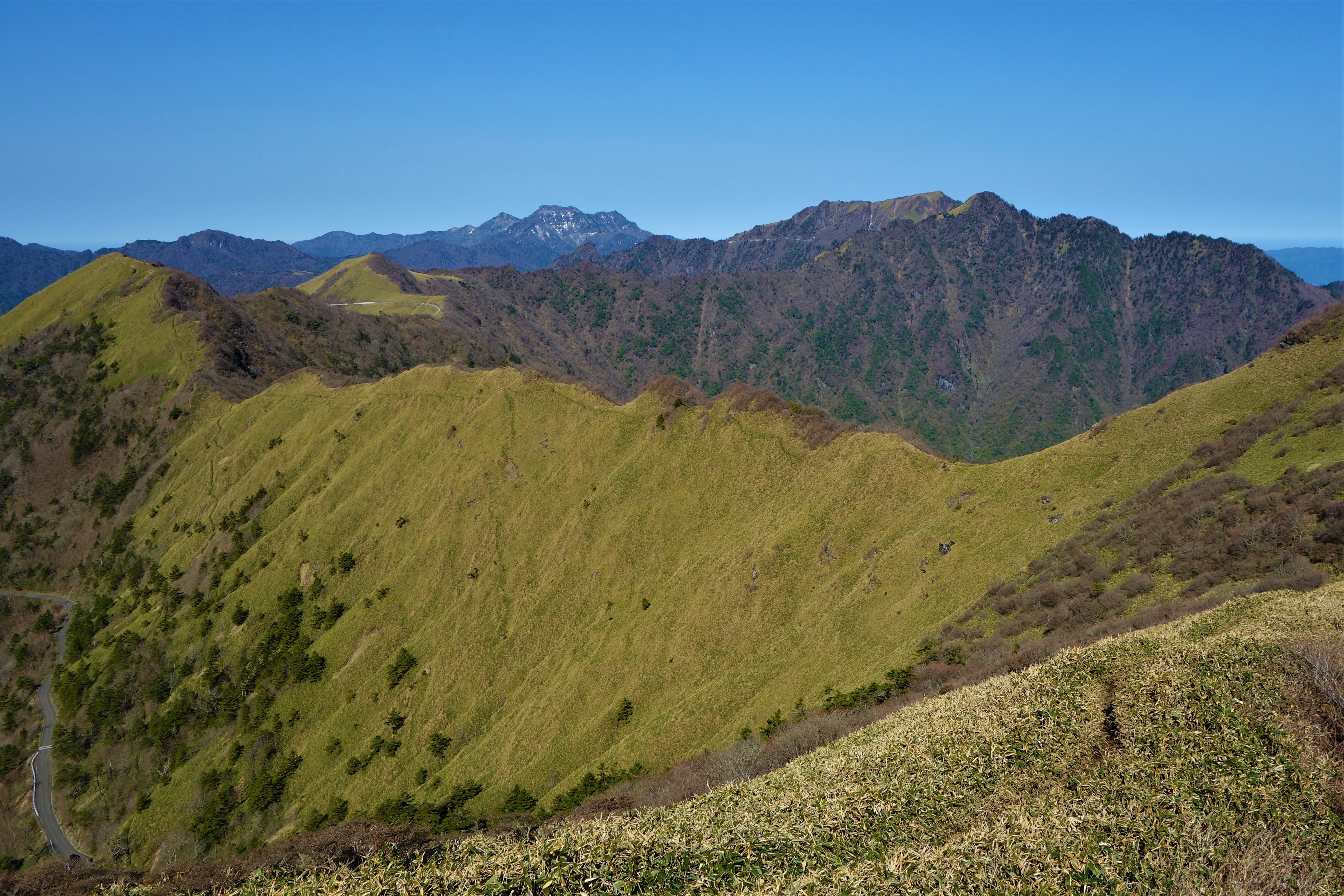
伊予富士から石鎚山と瓶ヶ森を眺める

## 子持権現山
標高：1,677 m

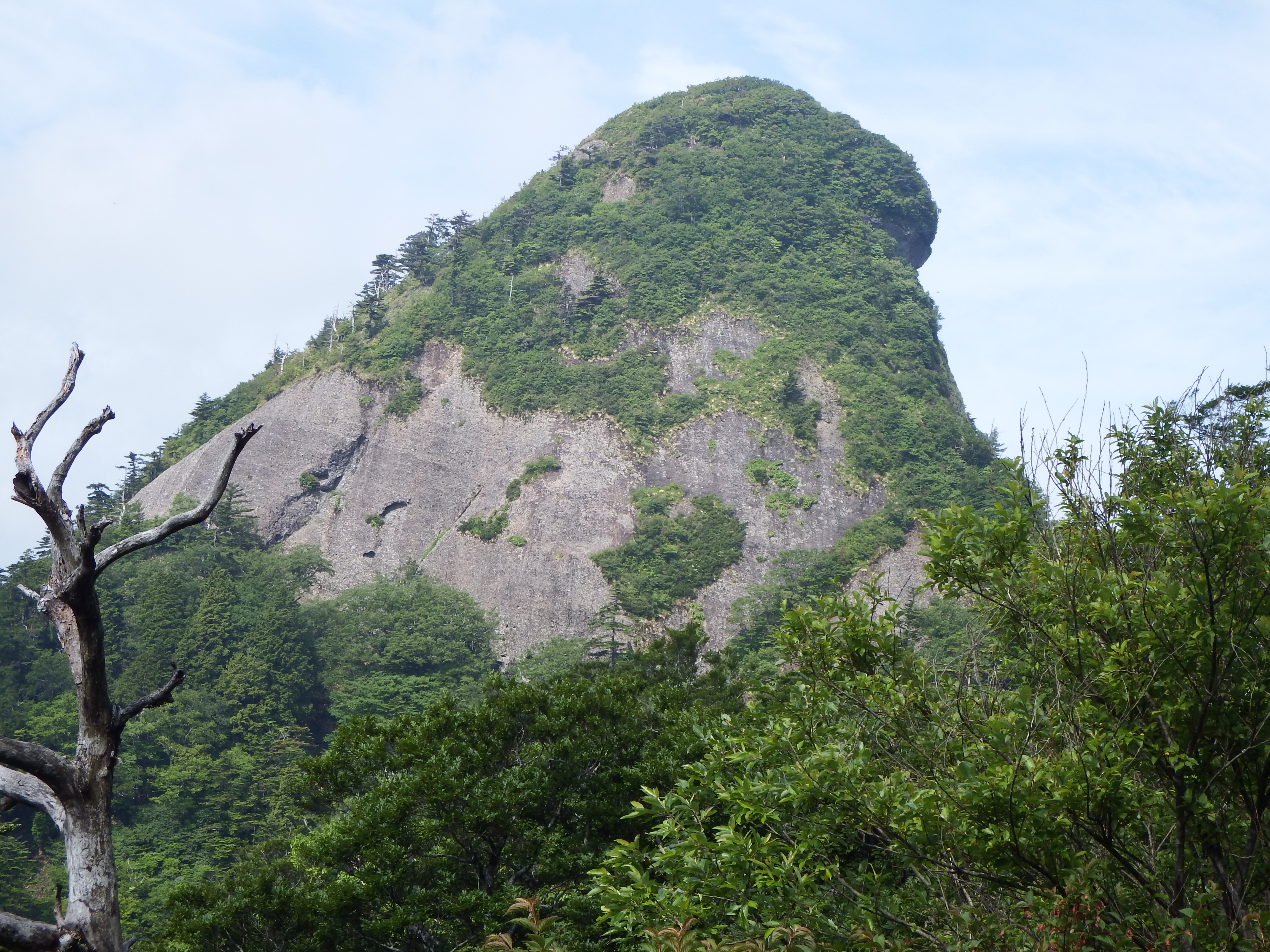
子持ち権現